# Wye (Montana)
Wye es un lugar designado por el censo ubicado en el condado de Missoula en el estado estadounidense de Montana. En el Censo de 2010 tenía una población de 511 habitantes y una densidad poblacional de 63,71 personas por km².

## Geografía
Wye se encuentra ubicado en las coordenadas 46°57′11″N 114°8′4″O / 46.95306, -114.13444. Según la Oficina del Censo de los Estados Unidos, Wye tiene una superficie total de 8.02 km², de la cual 8.02 km² corresponden a tierra firme y (0%) 0 km² es agua.

## Demografía
Según el censo de 2010, había 511 personas residiendo en Wye. La densidad de población era de 63,71 hab./km². De los 511 habitantes, Wye estaba compuesto por el 94.32% blancos, el 0.39% eran afroamericanos, el 3.13% eran amerindios, el 0.39% eran asiáticos, el 0.39% eran isleños del Pacífico, el 0.2% eran de otras razas y el 1.17% pertenecían a dos o más razas. Del total de la población el 0.2% eran hispanos o latinos de cualquier raza.